# Escoles Graduades de Cartagena
Les Escoles Graduades de Cartagena van ser els primers centres d'ensenyament d'Espanya que dividien als alumnes per edat i nivell, a més de disposar d'aules convenientment higienizades per a aquest fi. L'edifici on s'impartien les classes es troba a la ciutat espanyola de Cartagena (Regió de Múrcia), concretament al carrer Gisbert del nucli antic i està declarat Bé d'Interès Cultural des del 21 de maig de 2004.

## Història

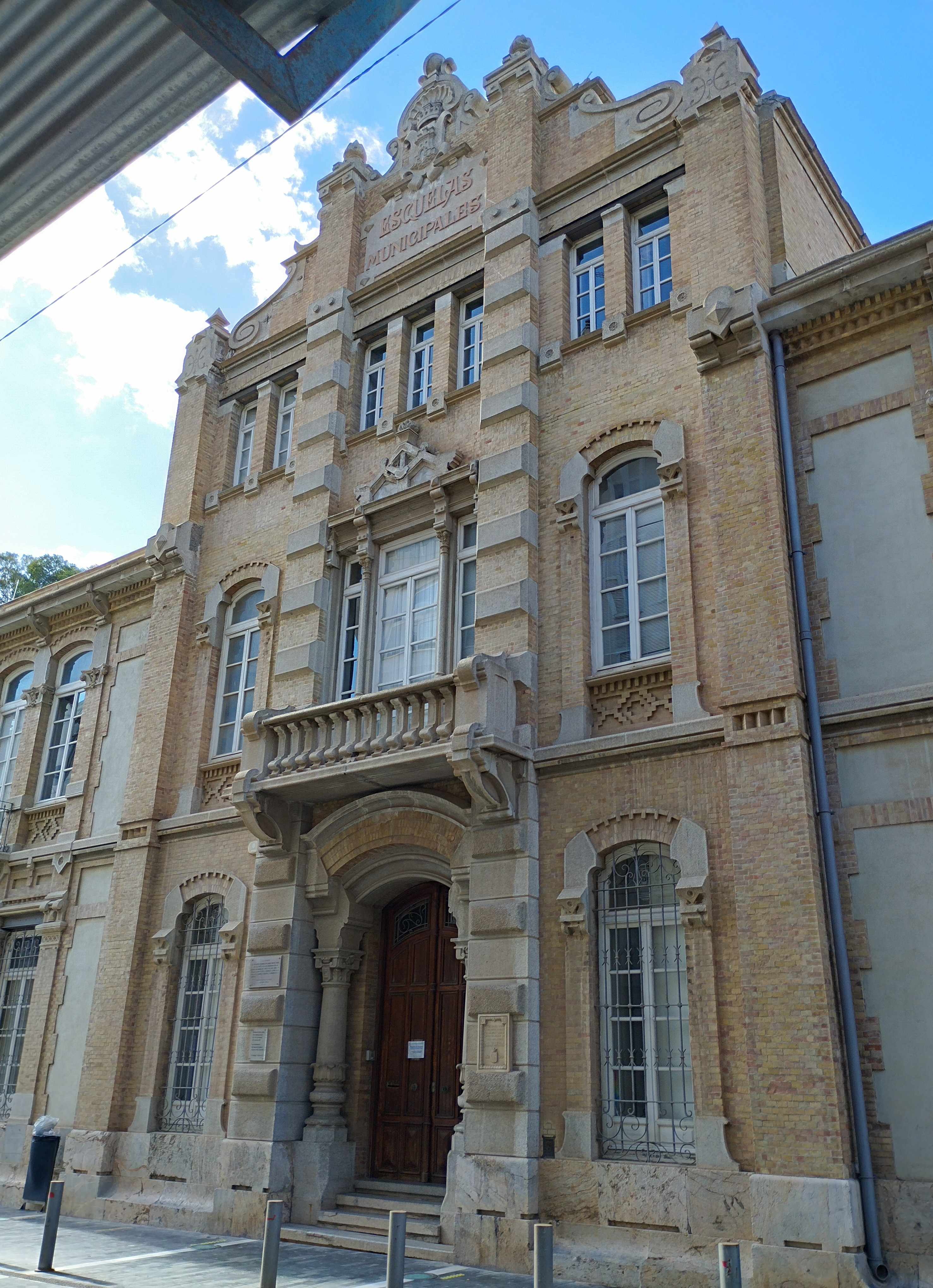
Les Escoles Graduades

Entre finals del segle xix i principis del xx, Cartagena vivia una època de bonança econòmica no frenada si més no pel Desastre del 98. Fruit d'això, la indústria exigia mà d'obra millor preparada, al mateix temps que la població exigia una millor educació per als seus fills, reivindicació que recolzaven molts professors esperonats per l'esperit regeneracionista i la influència krausista de la Institució Lliure d'Ensenyament.
Atenent aquest sentir, l'Ajuntament dirigit per l'alcalde Mariano Sanz Zabala va decidir que al carrer Gisbert es construís una escola en la qual per primera vegada en Espanya les classes s'impartirien classificant als alumnes per edat i nivell i en un entorn higienizat, al contrari del que es venia en el model vigent d'escola unitària. El dia 9 de desembre de 1900 es van inaugurar les obres amb la posada de la primera pedra a càrrec de l'alcalde Sanz i amb l'assistència del ministre d'Instrucció Pública i Belles arts i diputat a Corts per Cartagena, el murcià Antonio García Alix i de l'escriptor bilbaí Miguel de Unamuno, que va oferir un discurs elogiant la iniciativa. El periòdic local El Eco de Cartagena va publicar un nombre especial el dia anterior per cobrir el succés.
Les obres van ser dirigides per l'arquitecte municipal, el val·lisoletà Tomás Rico Valarino, qui segons el cronista Isidoro Valverde Álvarez va fer ús de pedres extretes de les muralles de Carlos III, que a poc a poc començaven a ser una molèstia per a l'expansió demogràfica de la ciutat. Mentrestant, l'Ajuntament destacava en l'estiu de 1902 a dos professors amb la tasca de fer un viatge per diferents països europeus per importar les seves experiències pedagògiques. Els seleccionats van ser el jumellà Enrique Martínez Muñoz (1866-1932) i el valencià Felíx Martí Alpera (1875-1946), que després de la seva estada en França, Bèlgica, Alemanya, Suïssa i Itàlia reclamen una Escola moderna, gradual, àmplia i higiènica, que no solament infongui al nen amor per l'estudi, sinó que brindant-li aire, espai i exercici, ho protegeixi contra les malalties. La distribució gradual era coneguda i venia practicant-se a Espanya des de 1902, però únicament de forma experimental, per la qual cosa podem assenyalar el projecte de les Escoles Graduades com el precursor dels actuals centres educatius.
El 5 d'octubre de 1903 van entrar les Escoles en funcionament, consolidant-se la idea de la divisió per graus. Arribada aquesta es va obtenir un millor procés didàctic, amb una jornada escolar estable i la implantació d'una sèrie de mètodes i continguts per a diferents cursos acadèmics. Va ser tal la innovació que l'intel·lectual montisonens Joaquín Costa Martínez va sobrenomenar a Cartagena com la Covadonga de l'Ensenyament», i l'alcalde Sanz es va comprometre amb les Escoles demanant al Ministre d'Instrucció Pública la legislació del nou model per a tot el país. Al seu torn el centre continuava la seva marxa amb òptims resultats, i demostrant el compromís de les Graduades amb l'esport, en 1907 sorgeix en ella l'associació de futbol La Ibèrica, una de les primeres de Cartagena.
En 1995 es van reobrir les Escoles com a centre d'usos socials i culturals després d'una rehabilitació de l'edifici.

## Arquitectura
Les Escoles Graduades van ser projectades de manera que l'exterior es resol en maçoneria rústica i maó. Aquest s'estilitza en les cadenes de les cantonades, pilars de les finestres i en part de l'eix principal, on alterna amb la pedra artificial de la portada i la balconada.
Encara que hi ha molts motius vinculants al neomudèjar, és una obra eclèctica des de la qual d'alguna manera l'arquitecte s'incorpora al modernisme. Això és especialment visible en les façanes laterals rematades amb frontons escalonats ja plenament modernistes, encara que tots aquests detalls no es van portar després a la pràctica.
L'edifici és una interessant mostra d'experimentació racionalista. En les finestres de la planta baixa, les bigues de ferro de la llinda queden descobertes i reforçades amb pilars de maó. Els motius romboïdals que adornen la barana del primer pis són alguns dels elements que més s'apropen al neomudèjar. La porta d'entrada té un to medievalista.
Les Graduades és un edifici una mica híbrid, eclèctic, però de gran interès per al context arquitectònic de la ciutat. En el projecte constava només de dos cossos; a l'edifici finalitzat, l'eix principal té un tercer cos que ressalta més la axialitat.
Les finestres eren una peça molt important dins de l'edificació, ja que el que es pretenia era aconseguir espais interns suficientment airejats i il·luminats. La revista La Construcció Moderna deia de l'edifici com a nota destacada: les dependències són grans, ventilades, rebent a torrents la llum per grans finestres, com mana la higiene. Era un edifici concebut amb unes qualitats higièniques concretes per al desenvolupament infantil. De planta rectangular té les aules en els angles, amb el que la il·luminació queda aprofitada al màxim. L'escala i el vestíbul estan en el centre.